# 21世纪商业评论
《21世纪商业评论》（英文名：21st Century Business Review；简称21CBR）是一本由21世纪报系出品的商业杂志，于2004年9月1日正式创刊，每月8日出版。该杂志由南方日报报业集团主办和出版，是《21世纪经济报道》的姊妹媒体。

## 历史
《21世纪商业评论》试刊号于2004年7月出版发行，其封面专题是《我们还需要迈克尔·波特吗？》。 
该杂志的正式创刊号于2004年9月出版发行，其封面专题是《龙种变跳蚤——GE中国效仿者变形记》。
2008年12月20日，该杂志的官方网站21世纪商业评论网（简称21商评网，域名21cbr.com）正式上线。